# The Trumpet-Major
The Tumpet-Major es una novela escrita por Thomas Hardy, publicada en 1880. La heroína de la historia, Ann Garland, tiene tres pretendientes: John Loveday, trompetista en un regimiento británico, quien era honesto y leal; su hermano Bob, un mujeriego marino mercante, y Festus Derriman, el cobarde hijo del escudero local. 
La novela se desarrolla en el marco de las guerras napoleónicas y, tal parece, la señorita Garland presentaba cierta predilección por los hombres uniformados. Los dos hermanos participaron en el conflicto bélico: mientras que John luchó con Wellington en la batalla de Waterloo, Bob estuvo al servicio de Horatio Nelson en la batalla de Trafalgar.
Una característica particular de The Tumpet-Major, poco usual en las novelas de Hardy, es que la mayor parte de los personajes vivieron felices después del desenlace de la historia.

## Ópera
La novela de Hardy sirvió de base para ópera de Alun Hoddinott The Trumpet Major, con libreto de Myfanwy Piper. La misma fue puesta en escena por primera vez en Mánchester el 1 de abril de 1981.